# Compteur Geiger
Pour les articles homonymes, voir Geiger.

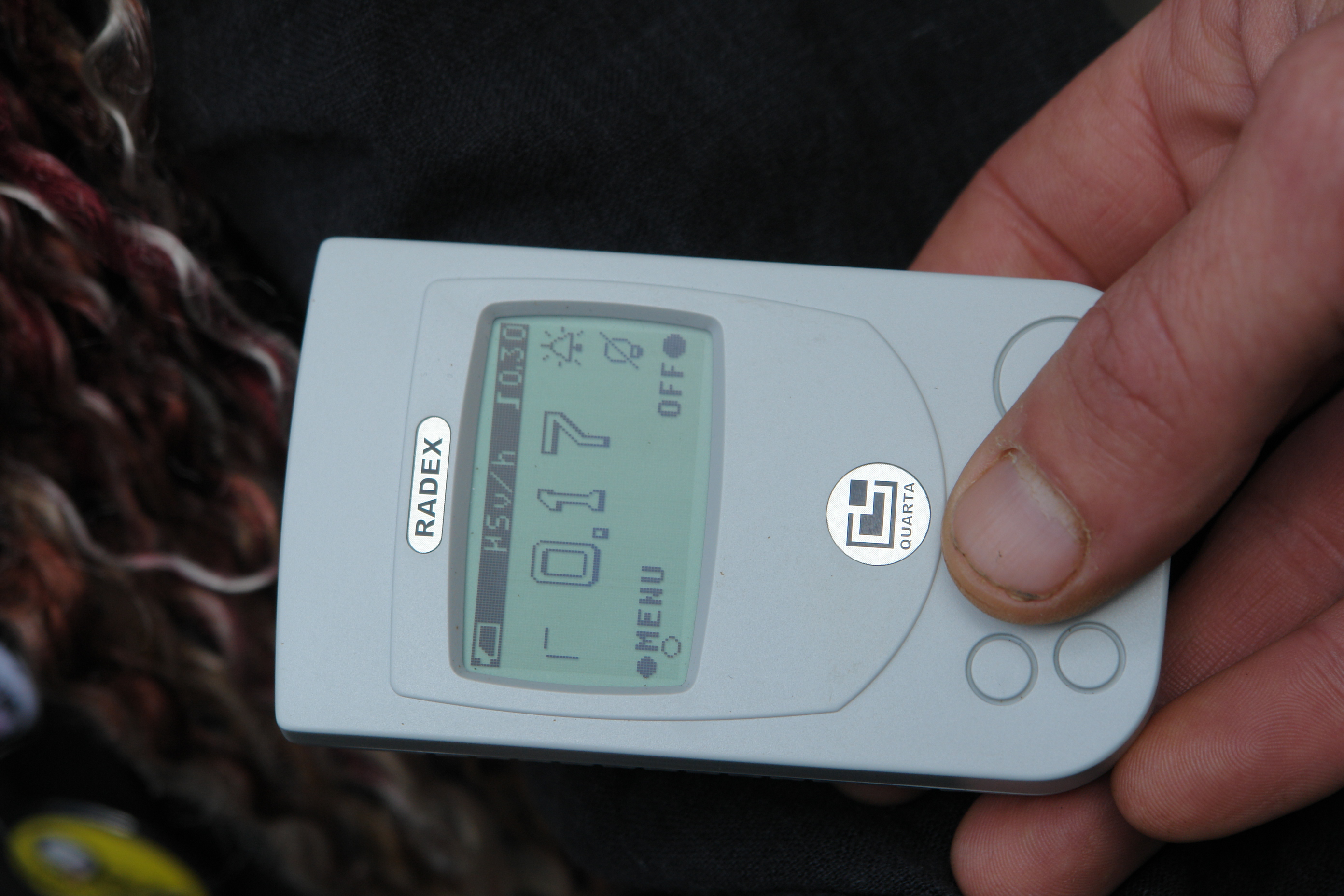
Un compteur Geiger.

Le compteur Geiger, ou compteur Geiger-Müller (ou compteur G-M), sert à mesurer un grand nombre de rayonnement ionisant (particules alpha, bêta ou gamma et rayons X, mais pas les neutrons). Cet instrument de mesure, dont le principe est imaginé vers 1913 par Hans Geiger, est mis au point par lui et Walther Müller en 1928. 

## Description
Il est constitué d’un tube détecteur (chambre d'ionisation) Geiger-Müller, d'un système d'amplification/mise en forme du signal et d'un système de comptage des impulsions. Le comptage peut éventuellement être moyenné sur des durées différentes (secondes, minutes, heures) auquel cas il faut un intégrateur électronique ou un microprocesseur. Le tube Geiger-Müller est une chambre cylindrique à paroi métallique, remplie d'un gaz (He, Ne…) sous faible pression. La face d'entrée (celle qui est dirigée vers le point de mesure) est fermée par un matériau léger, perméable aux rayonnement ionisants. C'est généralement une feuille de mica. On trouve aussi du silicium ou du béryllium. Un fil métallique est tendu entre cette membrane et le fond du tube. Une tension de l'ordre de quelques centaines de volts est établie entre le cylindre (qui fait office de cathode)  et le fil (anode). Lorsqu'une particule ionisante traverse le tube, une décharge électrique se produit entre la paroi et le fil, produisant une impulsion (on parle de « clic » car les premiers compteurs ne font qu'envoyer cette impulsion sur un haut-parleur, ce qui fait un son ressemblant à « clic »). Ces impulsions sont mises en forme par l'électronique pour être ensuite comptées, le résultat est soit converti en son (« clics ») soit affiché par un galvanomètre ou un afficheur digital, soit les deux.
Les marques les plus courantes sont : Radex, gamma-scout, EPE Conseil, Terra, Gamma-Easy, Soeks, GQ, etc.
Des chercheurs allemands ont étudié l'implantation d'un compteur Geiger dans un smartphone. En 2013, les résultats sont plutôt satisfaisants mais encore peu fiables.

## Principe

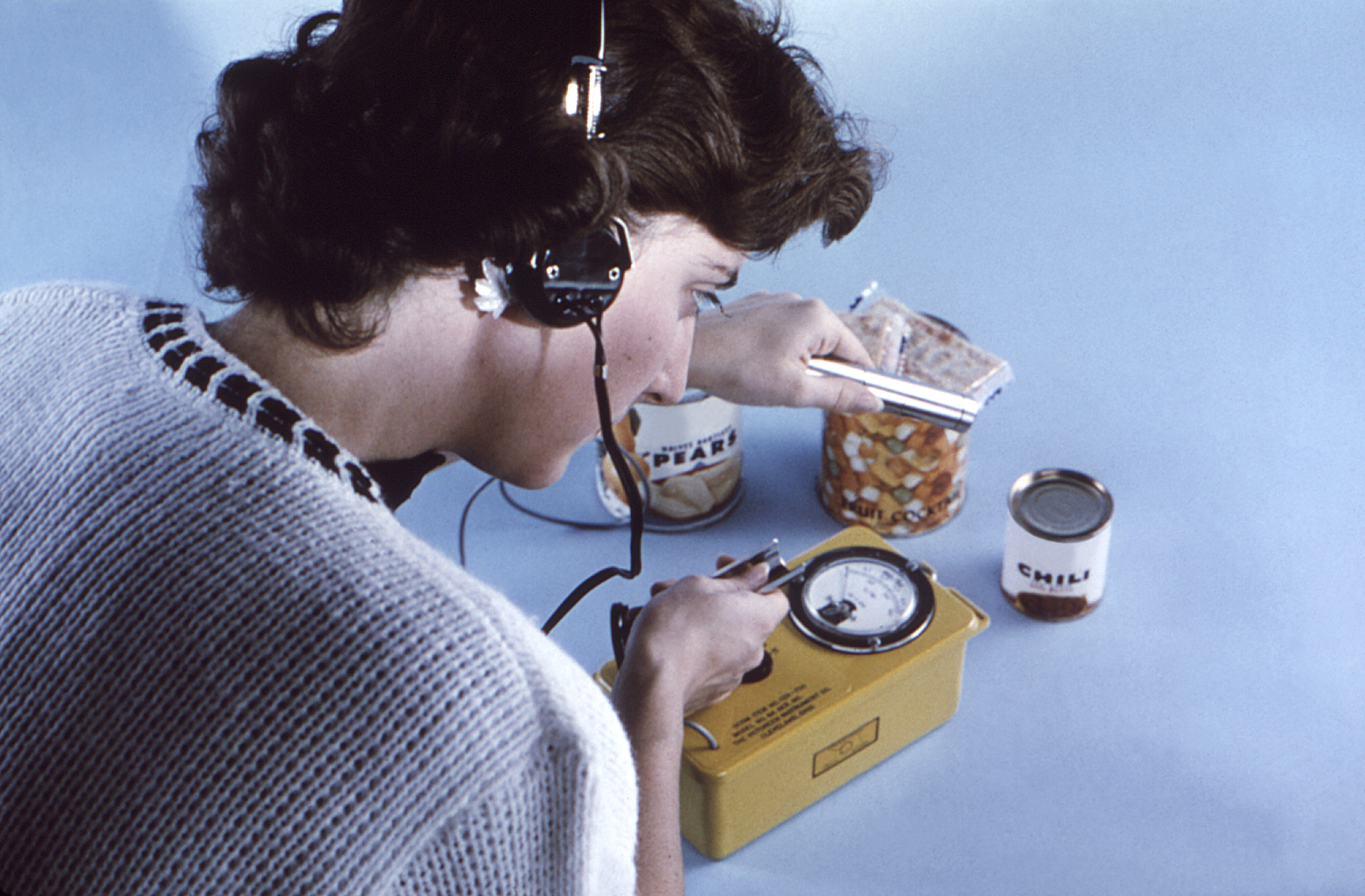
Une technicienne utilisant un compteur Geiger pour mesurer l'activité d'aliments irradiés, durant les années 1960.

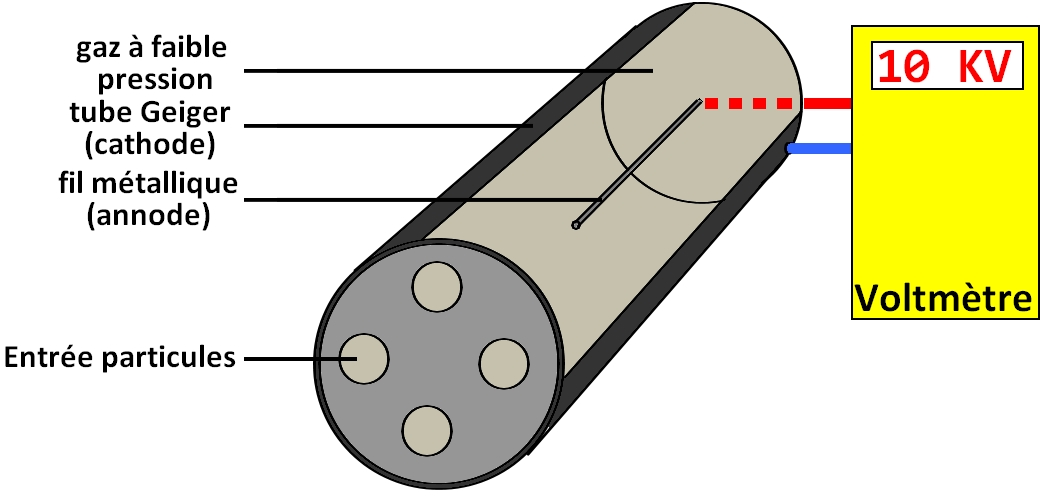
Un schéma d'un compteur Geiger.

Quand un rayonnement ionisant pénètre à l'intérieur du tube Geiger-Müller, il ionise le gaz, c'est-à-dire qu'il arrache des électrons par effet photoélectrique. Ces électrons se multiplient très vite par avalanche électronique, dite « avalanche de Townsend », rendant le gaz conducteur pendant un bref temps (phénomène de décharge) : les électrons sont accélérés par la haute tension, percutent des molécules de gaz et provoquent ainsi d'autres ionisations en cascade.
Du fait de cette cascade, c'est un détecteur qui fonctionne en permanence en saturation. L'appareil est sensible au plus petit événement, mais le temps mort est assez important, de l’ordre de 200 microsecondes, et le détecteur sature à partir de quelques centaines de coups par seconde ; si le flux est plus important, des particules traversent le compteur sans être détectées. Par ailleurs, le facteur d'amplification est tel que toutes les impulsions sont à la hauteur maximale, il n'est pas possible de distinguer les différents types de particules.
Après amplification, le signal électrique ainsi produit est enregistré et se traduit par une indication visuelle (aiguille, lampe) ou sonore (déclic).

## Prononciation
En français, le terme compteur Geiger est couramment prononcé [ʒe.ʒɛʁ] (« gégèrre »), une approximation phonétique éloignée de la prononciation d’origine. L’appareil, mis au point en 1928 par le physicien allemand Hans Geiger, devrait en réalité se prononcer [ˈɡaɪɡɐ] (« Gaïgueur »), conformément à la phonétique allemande. Cette erreur s’est progressivement ancrée dans l’usage francophone, notamment par analogie avec l’orthographe française et l’absence d’habitude de restituer le son [ai] germanique. Malgré les corrections apportées par les milieux scientifiques ou par les germanophones, la prononciation francisée reste dominante dans le langage courant.